# Bank of the West Classic 1998
Il Bank of the West Classic 1998 è stato un torneo di tennis giocato sul cemento.
È stata la 28ª edizione del East West Bank Classic, che fa parte della categoria Tier II nell'ambito del WTA Tour 1998.
Si è giocato al Taube Tennis Center di Stanford (California) negli Stati Uniti, dal 27 luglio al 2 agosto 1998.

## Campionesse

### Singolare
Lindsay Davenport ha battuto in finale  Venus Williams con il punteggio di 6–4, 5–7, 6–4.

### Doppio
Lindsay Davenport /  Nataša Zvereva hanno battuto in finale  Larisa Neiland /  Olena Tatarkova con il punteggio di 6–4, 6–4.